# حراض حرضة (ثمود)
'

تعديل مصدري - تعديل

حراض حرضة هي إحدى قرى عزلة ثمود بمديرية ثمود التابعة لمحافظة حضرموت، بلغ تعداد سكانها 128 نسمة حسب تعداد اليمن لعام 2004.